# Калиновка (Новоград-Волынский район)
Калиновка (укр. Калинівка) — село на Украине, основано в 1964 году, находится в Новоград-Волынском районе Житомирской области.
Население по переписи 2001 года составляет 471 человек. Почтовый индекс — 11732. Телефонный код — 4141. Занимает площадь 1,532 км².

## Адрес местного совета
11730, Житомирская область, Новоград-Волынский р-н, с. Повчино